# Osvobození Prachatic
Osvobození Prachatic znamenalo konec druhé světové války pro uvedené jihočeské město. To bylo osvobozeno Americkou armádou (26. pěší divize 3. americké armády), stejně jako další města na jihu a západě Česka.

## Průběh
Dne 4. května 1945 již americké jednotky dosáhly hranic předmnichovského Československa a generál Eisenhower vydal pokyn pro postup dále na severovýchod. Již na počátku května 1945 docházelo k rozkladu německé státní správy v Prachaticích v souvislosti s tím, jak se ve městě šířily zprávy o blížící se porážce Německa, bitvě o Berlín a postupu spojeneckých vojsk. Nemalá část německého obyvatelstva se vydala na útěk ve směru na jihozápad k Českému Krumlovu, město už ale tak bylo plné německých uprchlíků z oblastí, kam postoupila spojenecká vojska, např. ze Slezska, kde byla přítomna Rudá armáda. Němečtí představitelé města chtěli navázat spojení s revolučním národním výborem a jednat o předání města. 
Na začátku května ještě německé obyvatelstvo města truchlilo nad smrtí Adolfa Hitlera a vyvěsilo německé vlajky spolu s černými na půl žerdi. Do města docházely zprávy z německé armády, která vyzývala místní obyvatelstvo k boji proti spojeneckým vojskům. Nálada ve městě však směřovala spíše k předání městu spojencům. Američané prováděli průzkumné lety nad Prachaticemi ve snaze zjistit situaci pro další vojenský postup. 
V následujících dnech probíhaly Prachaticemi velké transporty německé armády, která se stahovala z jižních Čech. Do města také přicestoval dne 6. května Josef Sucharda, velitel partyzánské jednotky, který chtěl vyjednávat o předání města s tím, že o jeho postupu je informováno jak velení americké, tak i Rudé armády. Německá posádka ve městě však odmítla město vydat a chtěla nechat po rychlém polním soudu Suchardu popravit. Ještě téhož dne večer zahájila americká armáda postup od Volar směrem na sever k Prachaticím, ve městě byla slyšet střelba a vedení německé vojenské posádky se rozhodlo pro úprk koridorem mezi oběma spojeneckými armádami přes Chroboly směrem na Linec. Partyzána Suchardu propustili. Na silnicích bylo značné množství uprchlíků a vojenské techniky. 
Dne 8. května informoval Sucharda národní výbor, že Prachatice osvobodí následující den. Výbor v obavách, že by to způsobilo krveprolití v přeplněném městě, vyslal k Američanům – 26. pěší divizi do Vimperka – delegaci se žádostí o pomoc. Američané obratem vyslali 2 jeepy s delegáty, kteří dorazili do Prachatic po 14. hodině. Následovalo krátké vyjednávání na velitelství v čp. 329 a poté v Arbeitsdienstu čp. 287 o odzbrojení zbývajících Němců, které proběhlo rychle a bez větších komplikací; Němci zbraně složili do místní tělocvičny. Poté jeli Američané na nádraží, které předali do českých rukou. Odtud jeli do (nyní) Husovy ul. (zřejmě) čp. 110, kde zbavili úřadu starostu Watzlawicka. Pak odjeli do Vimperku s tím, že pro zajištěné zbraně přijedou za dva či tři dny. Němci se ale začali bouřit a zbraně požadovali zpět, výbor tedy vyslal znovu posly do Vimperku se žádostí, aby odvoz zbraní z Prachatic urychlili. Americká armáda vyslala z Vimperku 2 nákladní auta s posádkami, která přijela 9. 5. po 1 hodině, Američané všechny zajištěné a uložené zbraně zajistili a odvezli pryč. Tutéž noc němečtí vojáci jak wehrmachtu, tak SS, opustili Prachatice, mnozí v civilním oděvu. 
Následujícího dne 9. května se v Prachaticích sešel národní výbor, který konstatoval, že k boji o město nedojde, protože německá armáda z Prachatic odešla a zbraně byly odvezeny do Vimperka, a chtěl vyjednávat o odchodu německých uprchlíků, kterých byl v Prachaticích a okolí nemalý počet. Mezitím Sucharda – po strastiplné anabázi – dorazil s partyzány starým autobusem, několika náklaďáky a traktorem s vlekem po 14. hodině do Prachatic od Kratušína a po 15. hodině na náměstí vyhlásil osvobození města, převzal vedení okresu a starostou Prachatic jmenoval Václava Piláta. Původní německý starosta města Watzlawik uprchl spolu s dalšími Němci. Byl ustanoven i představitel okresu, partyzáni obsadili četnickou stanici a předána byla i kontrola nad místním nádražím. Hlavní síla 26. pěší divize "Yankee Division" americké armády vstoupila do Prachatic 10. května 1945. 
Američtí vojáci – již 94. pěší divize, vystřídala 26. pěší divizi v polovině července – se stáhli z Prachatic v noci z 22. na 23. listopadu. Vojáci se přesunuli na území americké okupační zóny do Bavorska.